# Sérgio (cônsul em 350)
Flávio Sérgio (em latim: Flaviu Sergius) foi um oficial romano do século IV, ativo durante o reinado do imperador Constâncio II (r. 337–361). Nada se sabe sobre ele, exceto que foi eleito em 350 como cônsul anterior com Nigriniano. Talvez seu nome pode ser restaurado na inscrição VI 498.